# 哲人王 (プラトン)
哲人王（てつじんおう、英: philosopher king）は、プラトンが中期対話篇『国家』において述べた理想国家の君主である。『第七書簡』などでも言及されている。

## 概要
プラトンは、ある人が「善い」ということは「善を知ること」であり、逆に悪とは「善を知らないこと」であるという主知主義を展開した。そして、彼は哲学者の目標は感覚世界の背後にある実体であるイデア、そして最終的には善のイデアを見る・知ることであるとした。イデアを知るということはものの真実のあり方、性質を知るということであり、善のイデアを見る・知ることはとりもなおさず「善を知ること」であった。したがって、彼は、善のイデアを知った＝善なる哲学者は最も物事を知り、知恵ある善き統治者たりうるとし、哲学者を王とする哲人王の思想を展開した。また、彼は哲人王育成の教育プログラムやその過程での厳しい選抜についても述べており、誰でも哲人王になれるわけではなかった。哲人王の候補者たちは数学や体育、音楽などの習いたい基礎科目・予備学科を習い、その過程で克己心や清貧などの徳を身につけることを推奨し、その上で哲学を学ぶ。プラトンはこのようにして将来の哲人王を育成するべきであるとし、その過程で適性のない者をふるい落として厳しく選抜することを説いた。
プラトンは『国家』において哲学者を支配者とする理想国家の政体と、他の政体（名誉支配 (軍人支配) の型、寡頭支配 (富者支配) の型、民主支配の型、そしてプラトンが最悪の政体だとする僭主独裁者支配の型）との比較を行い、哲人王による統治が最も優れているものであるとした。

## 「夜の会議」への移行
しかし、プラトンは、後期最後の対話篇である『法律』の段階になると、「哲人王」を持ち出さなくなり、代わって『国家』で述べられた「哲人王」と同じような教育を受けた、しかも多くの国政実務経験者も含む、複数人による「夜の会議」という機構に、国制・法律の保全、及びその目的である徳・善の見極めを委ねる考えを、表明するようになった。
これは中期の「哲人王」思想の洗練・発展形とも言うことができるし、「哲人王」思想をより現実主義的に修正したものだとも言える。

## 後世の受容と批判
近代以前『国家』はユートピア的な理想国家の思想と捉えられてきたが、19世紀イギリスでは哲人王の思想はエリート主義的な国家運営のモデルとして見られた。イマヌエル・カントの『永遠平和のために』では、哲学王の概念について「権力は理性の判断能力を狂わせる」として批判される。20世紀に入ってからは独裁国家のイデオロギーの源泉のように見られるようになり、特にポパーの『開かれた社会とその敵』において哲人王はレーニンやヒトラーに直結するものとして批判された。